# Câu Tỉnh Cương
Câu Tỉnh Cương (tiếng Trung: 句井疆; bính âm: Goujing Jiang), hay Cấu Tỉnh Cương (tiếng Trung: 勾井疆), tự Tử Cương (子疆), tôn xưng Câu Tỉnh Tử (句井子), người nước Vệ thời Xuân thu, là một trong thất thập nhị hiền của Nho giáo.

## Cuộc đời
Cuộc đời của Câu Tỉnh Cương không được ghi chép lại. Năm 72, thời Hán Minh Đế, Câu Tỉnh Cương được phối thờ trong Khổng miếu.